# Liste der Kulturdenkmale in Appen
In der Liste der Kulturdenkmale in Appen sind alle Kulturdenkmale der schleswig-holsteinischen Gemeinde Appen (Kreis Pinneberg) und ihrer Ortsteile aufgelistet (Stand: 10. März 2025).

## Legende
In den Spalten befinden sich folgende Informationen:
- Objekt-ID: die Nummer des Kulturdenkmales
- Lage: die Adresse des Kulturdenkmales und die geographischen Koordinaten. Kartenansicht, um Koordinaten zu setzen. In der Kartenansicht sind Kulturdenkmale ohne Koordinaten mit einem roten Marker dargestellt und können in der Karte gesetzt werden. Kulturdenkmale ohne Bild sind mit einem blauen Marker gekennzeichnet, Kulturdenkmale mit Bild mit einem grünen Marker.
- Offizielle Bezeichnung: Bezeichnung des Kulturdenkmales
- Beschreibung: die Beschreibung des Kulturdenkmales
- Bild: ein Bild des Kulturdenkmales

## Sachgesamtheiten
| Objekt-ID      | Lage                                                | Offizielle Bezeichnung | Beschreibung | Bild                             |
| -------------- | --------------------------------------------------- | ---------------------- | --- | -------------------------------- |
| 12704 Wikidata | Hauptstraße 140, 161a (53° 39′ 27″ N, 9° 42′ 41″ O) | Marseille-Kaserne      | Aktualisierung vorgesehen - Begründung: geschichtlich, künstlerisch, städtebaulich - Schutzumfang: Offiziers-Heim, Stabsgebäude/USLw, Stabsgebäude/LehrGrpAusb und II./USLw, Truppenküche und Mannschaftsheim, Lazarettgebäude, Unteroffiziersheim, Hauptwache mit Toranlage und Arresthof, Poststelle, Friseurgebäude, Sozial- und Werkstattgebäude/Geländebetreuung StOV, 9 Unterkunftsgebäude, 11 Unterkunftsgebäude mit Müllhaus, Lehrsaalgebäude (28), Flugzeughalle II, Flugzeughalle IV (Hauptstraße 140); Kommandeur-Wohnhaus (Hauptstraße 161a) | weitere Fotos \| Fotos hochladen |

## Bauliche Anlagen
| Objekt-ID      | Lage                                            | Offizielle Bezeichnung                                   | Beschreibung | Bild            |
| -------------- | ----------------------------------------------- | -------------------------------------------------------- | --- | --------------- |
| 19216 Wikidata | Hauptstraße 140 (53° 39′ 26″ N, 9° 42′ 33″ O)   | Offiziers-Heim                                           | Alteintragung (Aktualisierung vorgesehen) - Begründung: geschichtlich, künstlerisch, städtebaulich - Schutzumfang: Alteintragung (Aktualisierung vorgesehen) - Denkmaltyp: Bauliche Anlage, Sachgesamtheit: Marseille-Kaserne | BW              |
| 19217 Wikidata | Hauptstraße 140 (53° 39′ 23″ N, 9° 42′ 41″ O)   | Stabsgebäude/USLw (3)                                    | Alteintragung (Aktualisierung vorgesehen) - Begründung: geschichtlich, städtebaulich - Schutzumfang: Alteintragung (Aktualisierung vorgesehen) - Denkmaltyp: Bauliche Anlage, Sachgesamtheit: Marseille-Kaserne | Fotos hochladen |
| 19218 Wikidata | Hauptstraße 140 (53° 39′ 19″ N, 9° 42′ 41″ O)   | Unterkunftsgebäude mit Müllhaus (4)                      | Alteintragung (Aktualisierung vorgesehen) - Begründung: geschichtlich, städtebaulich - Schutzumfang: Alteintragung (Aktualisierung vorgesehen) - Denkmaltyp: Bauliche Anlage, Sachgesamtheit: Marseille-Kaserne | BW              |
| 19219 Wikidata | Hauptstraße 140 (53° 39′ 19″ N, 9° 42′ 39″ O)   | Unterkunftsgebäude mit Müllhaus (5)                      | Alteintragung (Aktualisierung vorgesehen) - Begründung: geschichtlich, städtebaulich - Schutzumfang: Alteintragung (Aktualisierung vorgesehen) - Denkmaltyp: Bauliche Anlage, Sachgesamtheit: Marseille-Kaserne | BW              |
| 19220 Wikidata | Hauptstraße 140 (53° 39′ 15″ N, 9° 42′ 41″ O)   | Unterkunftsgebäude mit Müllhaus (6)                      | Alteintragung (Aktualisierung vorgesehen) - Begründung: geschichtlich, städtebaulich - Schutzumfang: Alteintragung (Aktualisierung vorgesehen) - Denkmaltyp: Bauliche Anlage, Sachgesamtheit: Marseille-Kaserne | BW              |
| 19221 Wikidata | Hauptstraße 140 (53° 39′ 15″ N, 9° 42′ 39″ O)   | Unterkunftsgebäude mit Müllhaus (7)                      | Alteintragung (Aktualisierung vorgesehen) - Begründung: geschichtlich, städtebaulich - Schutzumfang: Alteintragung (Aktualisierung vorgesehen) - Denkmaltyp: Bauliche Anlage, Sachgesamtheit: Marseille-Kaserne | BW              |
| 19222 Wikidata | Hauptstraße 140 (53° 39′ 17″ N, 9° 42′ 36″ O)   | Unterkunftsgebäude mit Müllhaus (8)                      | Alteintragung (Aktualisierung vorgesehen) - Begründung: geschichtlich, städtebaulich - Schutzumfang: Alteintragung (Aktualisierung vorgesehen) - Denkmaltyp: Bauliche Anlage, Sachgesamtheit: Marseille-Kaserne | BW              |
| 19223 Wikidata | Hauptstraße 140 (53° 39′ 18″ N, 9° 42′ 31″ O)   | Truppenküche und Mannschaftsheim (9)                     | Alteintragung (Aktualisierung vorgesehen) - Begründung: geschichtlich, städtebaulich - Schutzumfang: Alteintragung (Aktualisierung vorgesehen) - Denkmaltyp: Bauliche Anlage, Sachgesamtheit: Marseille-Kaserne | BW              |
| 19224 Wikidata | Hauptstraße 140 (53° 39′ 17″ N, 9° 42′ 25″ O)   | Unterkunftsgebäude mit Müllhaus (10)                     | Alteintragung (Aktualisierung vorgesehen) - Begründung: geschichtlich, städtebaulich - Schutzumfang: Alteintragung (Aktualisierung vorgesehen) - Denkmaltyp: Bauliche Anlage, Sachgesamtheit: Marseille-Kaserne | BW              |
| 19225 Wikidata | Hauptstraße 140 (53° 39′ 19″ N, 9° 42′ 23″ O)   | Unterkunftsgebäude mit Müllhaus (11)                     | Alteintragung (Aktualisierung vorgesehen) - Begründung: geschichtlich, städtebaulich - Schutzumfang: Alteintragung (Aktualisierung vorgesehen) - Denkmaltyp: Bauliche Anlage, Sachgesamtheit: Marseille-Kaserne | BW              |
| 19226 Wikidata | Hauptstraße 140 (53° 39′ 19″ N, 9° 42′ 20″ O)   | Unterkunftsgebäude mit Müllhaus (12)                     | Alteintragung (Aktualisierung vorgesehen) - Begründung: geschichtlich, städtebaulich - Schutzumfang: Alteintragung (Aktualisierung vorgesehen) - Denkmaltyp: Bauliche Anlage, Sachgesamtheit: Marseille-Kaserne | BW              |
| 19227 Wikidata | Hauptstraße 140 (53° 39′ 15″ N, 9° 42′ 23″ O)   | Unterkunftsgebäude mit Müllhaus (13)                     | Alteintragung (Aktualisierung vorgesehen) - Begründung: geschichtlich, städtebaulich - Schutzumfang: Alteintragung (Aktualisierung vorgesehen) - Denkmaltyp: Bauliche Anlage, Sachgesamtheit: Marseille-Kaserne | BW              |
| 19228 Wikidata | Hauptstraße 140 (53° 39′ 15″ N, 9° 42′ 20″ O)   | Unterkunftsgebäude mit Müllhaus (14)                     | Alteintragung (Aktualisierung vorgesehen) - Begründung: geschichtlich, städtebaulich - Schutzumfang: Alteintragung (Aktualisierung vorgesehen) - Denkmaltyp: Bauliche Anlage, Sachgesamtheit: Marseille-Kaserne | BW              |
| 19229 Wikidata | Hauptstraße 140 (53° 39′ 17″ N, 9° 42′ 18″ O)   | Unterkunftsgebäude mit Müllhaus (15)                     | Alteintragung (Aktualisierung vorgesehen) - Begründung: geschichtlich, städtebaulich - Schutzumfang: Alteintragung (Aktualisierung vorgesehen) - Denkmaltyp: Bauliche Anlage, Sachgesamtheit: Marseille-Kaserne | BW              |
| 19230 Wikidata | Hauptstraße 140 (53° 39′ 22″ N, 9° 42′ 13″ O)   | Lazarettgebäude (16)                                     | Alteintragung (Aktualisierung vorgesehen) - Begründung: geschichtlich, städtebaulich - Schutzumfang: Alteintragung (Aktualisierung vorgesehen) - Denkmaltyp: Bauliche Anlage, Sachgesamtheit: Marseille-Kaserne | BW              |
| 19231 Wikidata | Hauptstraße 140 (53° 39′ 15″ N, 9° 42′ 44″ O)   | Unterkunftsgebäude (17)                                  | Alteintragung (Aktualisierung vorgesehen) - Begründung: geschichtlich, städtebaulich - Schutzumfang: Alteintragung (Aktualisierung vorgesehen) - Denkmaltyp: Bauliche Anlage, Sachgesamtheit: Marseille-Kaserne | BW              |
| 19232 Wikidata | Hauptstraße 140 (53° 39′ 14″ N, 9° 42′ 47″ O)   | Unterkunftsgebäude (18)                                  | Alteintragung (Aktualisierung vorgesehen) - Begründung: geschichtlich, städtebaulich - Schutzumfang: Alteintragung (Aktualisierung vorgesehen) - Denkmaltyp: Bauliche Anlage, Sachgesamtheit: Marseille-Kaserne | BW              |
| 19233 Wikidata | Hauptstraße 140 (53° 39′ 14″ N, 9° 42′ 49″ O)   | Unterkunftsgebäude (19)                                  | Alteintragung (Aktualisierung vorgesehen) - Begründung: geschichtlich, städtebaulich - Schutzumfang: Alteintragung (Aktualisierung vorgesehen) - Denkmaltyp: Bauliche Anlage, Sachgesamtheit: Marseille-Kaserne | BW              |
| 19234 Wikidata | Hauptstraße 140 (53° 39′ 13″ N, 9° 42′ 52″ O)   | Unterkunftsgebäude (20)                                  | Alteintragung (Aktualisierung vorgesehen) - Begründung: geschichtlich, städtebaulich - Schutzumfang: Alteintragung (Aktualisierung vorgesehen) - Denkmaltyp: Bauliche Anlage, Sachgesamtheit: Marseille-Kaserne | BW              |
| 19235 Wikidata | Hauptstraße 140 (53° 39′ 20″ N, 9° 42′ 53″ O)   | Unteroffiziersheim (21)                                  | Alteintragung (Aktualisierung vorgesehen) - Begründung: geschichtlich, städtebaulich - Schutzumfang: Alteintragung (Aktualisierung vorgesehen) - Denkmaltyp: Bauliche Anlage, Sachgesamtheit: Marseille-Kaserne | BW              |
| 19236 Wikidata | Hauptstraße 140 (53° 39′ 22″ N, 9° 42′ 50″ O)   | Unterkunftsgebäude (22)                                  | Alteintragung (Aktualisierung vorgesehen) - Begründung: geschichtlich, städtebaulich - Schutzumfang: Alteintragung (Aktualisierung vorgesehen) - Denkmaltyp: Bauliche Anlage, Sachgesamtheit: Marseille-Kaserne | BW              |
| 19237 Wikidata | Hauptstraße 140 (53° 39′ 22″ N, 9° 42′ 48″ O)   | Unterkunftsgebäude (23)                                  | Alteintragung (Aktualisierung vorgesehen) - Begründung: geschichtlich - Schutzumfang: Alteintragung (Aktualisierung vorgesehen) - Denkmaltyp: Bauliche Anlage, Sachgesamtheit: Marseille-Kaserne | BW              |
| 19241 Wikidata | Hauptstraße 140 (53° 39′ 22″ N, 9° 42′ 45″ O)   | Stabsgebäude/LehrGrpAusb und II./USLw (24)               | Alteintragung (Aktualisierung vorgesehen) - Begründung: geschichtlich, städtebaulich - Schutzumfang: Alteintragung (Aktualisierung vorgesehen) - Denkmaltyp: Bauliche Anlage, Sachgesamtheit: Marseille-Kaserne | Fotos hochladen |
| 19238 Wikidata | Hauptstraße 140 (53° 39′ 18″ N, 9° 42′ 50″ O)   | Unterkunftsgebäude (25)                                  | Alteintragung (Aktualisierung vorgesehen) - Begründung: geschichtlich, städtebaulich - Schutzumfang: Alteintragung (Aktualisierung vorgesehen) - Denkmaltyp: Bauliche Anlage, Sachgesamtheit: Marseille-Kaserne | BW              |
| 19239 Wikidata | Hauptstraße 140 (53° 39′ 18″ N, 9° 42′ 48″ O)   | Unterkunftsgebäude (26)                                  | Alteintragung (Aktualisierung vorgesehen) - Begründung: geschichtlich - Schutzumfang: Alteintragung (Aktualisierung vorgesehen) - Denkmaltyp: Bauliche Anlage, Sachgesamtheit: Marseille-Kaserne | BW              |
| 19240 Wikidata | Hauptstraße 140 (53° 39′ 19″ N, 9° 42′ 45″ O)   | Unterkunftsgebäude (27)                                  | Alteintragung (Aktualisierung vorgesehen) - Begründung: geschichtlich, städtebaulich - Schutzumfang: Alteintragung (Aktualisierung vorgesehen) - Denkmaltyp: Bauliche Anlage, Sachgesamtheit: Marseille-Kaserne | BW              |
| 19243 Wikidata | Hauptstraße 140 (53° 39′ 25″ N, 9° 42′ 44″ O)   | Hauptwache mit Toranlage und Arresthof (101)             | Alteintragung (Aktualisierung vorgesehen) - Begründung: geschichtlich, städtebaulich - Schutzumfang: Alteintragung (Aktualisierung vorgesehen) - Denkmaltyp: Bauliche Anlage, Sachgesamtheit: Marseille-Kaserne | BW              |
| 19244 Wikidata | Hauptstraße 140 (53° 39′ 24″ N, 9° 42′ 44″ O)   | Poststelle (102)                                         | Alteintragung (Aktualisierung vorgesehen) - Begründung: geschichtlich, städtebaulich - Schutzumfang: Alteintragung (Aktualisierung vorgesehen) - Denkmaltyp: Bauliche Anlage, Sachgesamtheit: Marseille-Kaserne | BW              |
| 19245 Wikidata | Hauptstraße 140 (53° 39′ 24″ N, 9° 42′ 44″ O)   | Friseurgebäude (103)                                     | Alteintragung (Aktualisierung vorgesehen) - Begründung: geschichtlich, städtebaulich - Schutzumfang: Alteintragung (Aktualisierung vorgesehen) - Denkmaltyp: Bauliche Anlage, Sachgesamtheit: Marseille-Kaserne | BW              |
| 19246 Wikidata | Hauptstraße 140 (53° 39′ 12″ N, 9° 42′ 23″ O)   | Sozial- und Werkstattgebäude/Geländebetreuung StOV (134) | Alteintragung (Aktualisierung vorgesehen) - Begründung: geschichtlich, städtebaulich - Schutzumfang: Alteintragung (Aktualisierung vorgesehen) - Denkmaltyp: Bauliche Anlage, Sachgesamtheit: Marseille-Kaserne | BW              |
| 32307          | Hauptstraße 140 (53° 38′ 1″ N, 9° 42′ 31″ O)    | Lehrsaalgebäude (28)                                     | Schulungsgebäude; 1990-1994; Schnittger Architekten Kiel; zweigeschossiger Baukörper mit Vorhangfassade aus Aluminium und geschwungenem Dach, in Form und Gestalt einem Flugzeug nachempfunden, sogenannter Flieger von Appen - Begründung: geschichtlich, künstlerisch, städtebaulich - Schutzumfang: gesamtes Objekt - Denkmaltyp: Bauliche Anlage, Sachgesamtheit: Marseille-Kaserne | BW              |
| 32308          | Hauptstraße 140 (53° 39′ 8″ N, 9° 42′ 45″ O)    | Flugzeughalle IV                                         | Flugzeughalle; um 1934; kreuzweise gespannte, genietete Stahlfachwerkhalle mit Mauerwerksausfachung und verklinkerten Fassaden, zweigeschossigen Werkstatt- und Büroanbauten sowie Schiebetoranlage - Begründung: geschichtlich, städtebaulich, technisch - Schutzumfang: gesamtes Objekt - Denkmaltyp: Bauliche Anlage, Sachgesamtheit: Marseille-Kaserne                              | BW              |
| 32310          | Hauptstraße 140 (53° 39′ 10″ N, 9° 42′ 26″ O)   | Flugzeughalle II                                         | Flugzeughalle II; um 1935; Typenbau, vollwandige Stahlrahmenkonstruktion mit Mauerwerksausfachung und verklinkerten Fassaden, eingeschossigen Werkstatt- und Büroanbauten sowie Schiebetoranlage - Begründung: geschichtlich, städtebaulich, technisch - Schutzumfang: gesamtes Objekt - Denkmaltyp: Bauliche Anlage, Sachgesamtheit: Marseille-Kaserne                                 | BW              |
| 19215 Wikidata | Hauptstraße 161 a (53° 39′ 30″ N, 9° 42′ 40″ O) | Kommandeur-Wohnhaus                                      | Alteintragung (Aktualisierung vorgesehen) - Begründung: geschichtlich, städtebaulich - Schutzumfang: Alteintragung (Aktualisierung vorgesehen) - Denkmaltyp: Bauliche Anlage, Sachgesamtheit: Marseille-Kaserne | BW              |

## Ehemalige Kulturdenkmale
Bis zum Inkrafttreten der Neufassung des schleswig-holsteinischen Denkmalschutzgesetzes am 30. Januar 2015 waren nachfolgend aufgeführte Objekte als Kulturdenkmale gemäß §1 des alten Denkmalschutzgesetzes (DSchG SH 1996) geschützt:
| Objekt-ID | Lage                                         | Offizielle Bezeichnung       | Beschreibung | Bild                             |
| --------- | -------------------------------------------- | ---------------------------- | ------------ | -------------------------------- |
|           | Hauptstraße 79 (53° 39′ 34″ N, 9° 44′ 25″ O) | Hallenhaus                   |              | weitere Fotos \| Fotos hochladen |
|           | Hauptstraße 88 (53° 39′ 33″ N, 9° 44′ 1″ O)  | Wohn- und Wirtschaftsgebäude |              | Fotos hochladen                  |
|           | Opn Bouhlen 4 (53° 39′ 35″ N, 9° 44′ 46″ O)  | Ehemalige Kate               |              | Fotos hochladen                  |